# Maison longue
Pour les articles homonymes, voir Maison (homonymie).

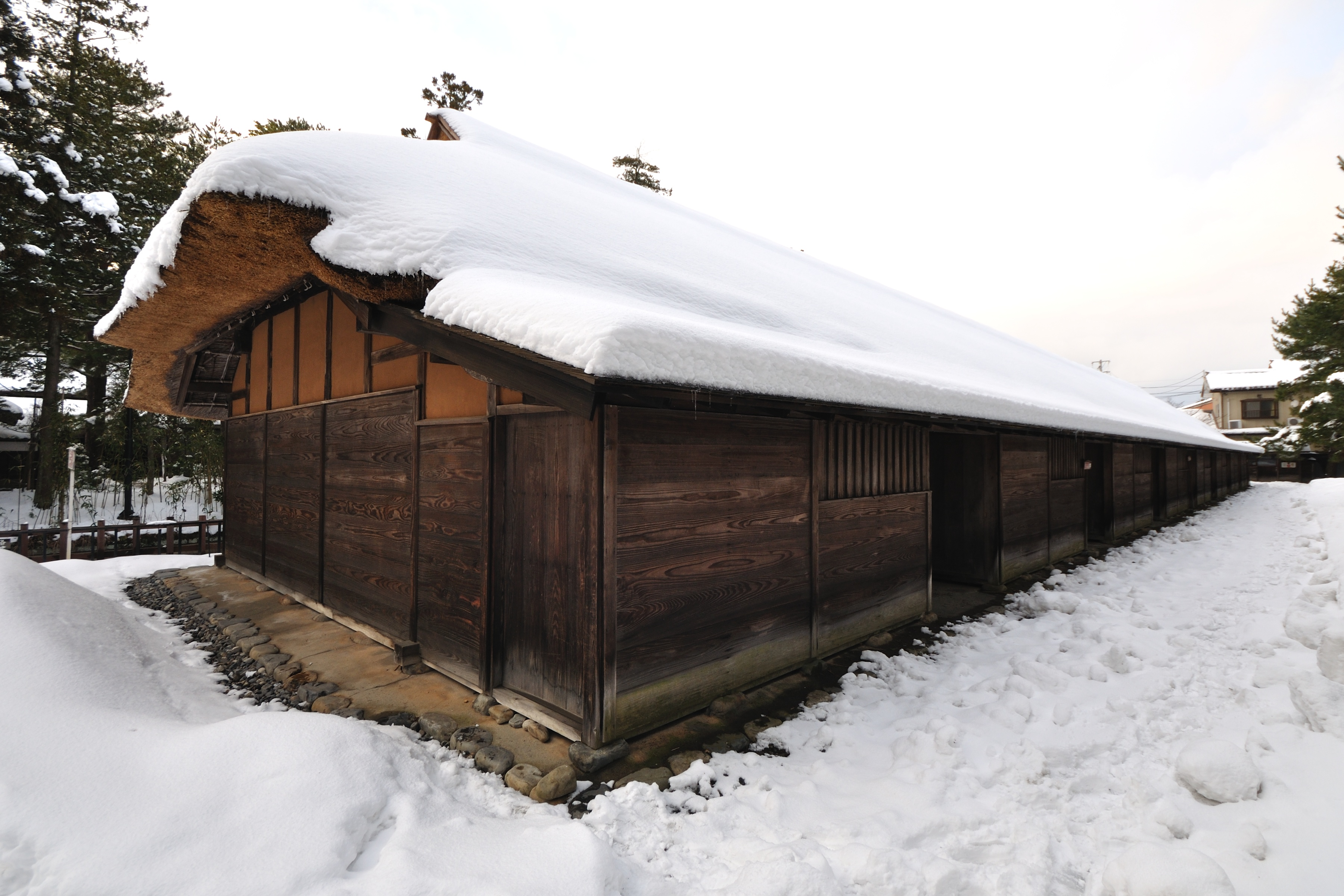
Ashigarunagaya en 2010, Shibata, Préfecture de Niigata, Japon.

Une maison longue est une habitation longue et étroite, souvent composée d'une seule pièce, que l'on retrouve dans différentes parties du monde et différentes civilisations au cours du temps.

## En Amérique
- la maison longue amérindienne en Amérique du Nord

En Amérique du Nord, deux groupes de maisons longues se sont développés : les maisons longues des tribus habituellement liées aux Iroquois (Haudenosaunee) dans le nord-est, et une structure similaire, souvent appelée « grande maison », qui est apparue indépendamment chez le peuple autochtone de la côte du nord-ouest Pacifique. Les maisons longues habitées par les Iroquois étaient des structures couvertes d'écorce fournissant un abri pour plusieurs familles. Chaque maison longue avait le symbole de son clan placé au-dessus de la porte.
- La shotgun house

Il s'agit d'une longue maison à la façade étroite, apparue au XVIIIe siècle. C'est un habitat vernaculaire typique du Sud des États-Unis. Elle est composée de pièces en enfilade (donc dépourvue de couloir de distribution). Son entrée à l'avant et sa porte de sortie à l'arrière permettent la traversée de l'air, ventilant ainsi toutes les pièces, ce qui est fondamental dans cette région chaude.
- En Amérique du Sud, les Tucano

de Colombie et du nord-ouest du Brésil habitent traditionnellement dans une seule maison longue.

## En Asie

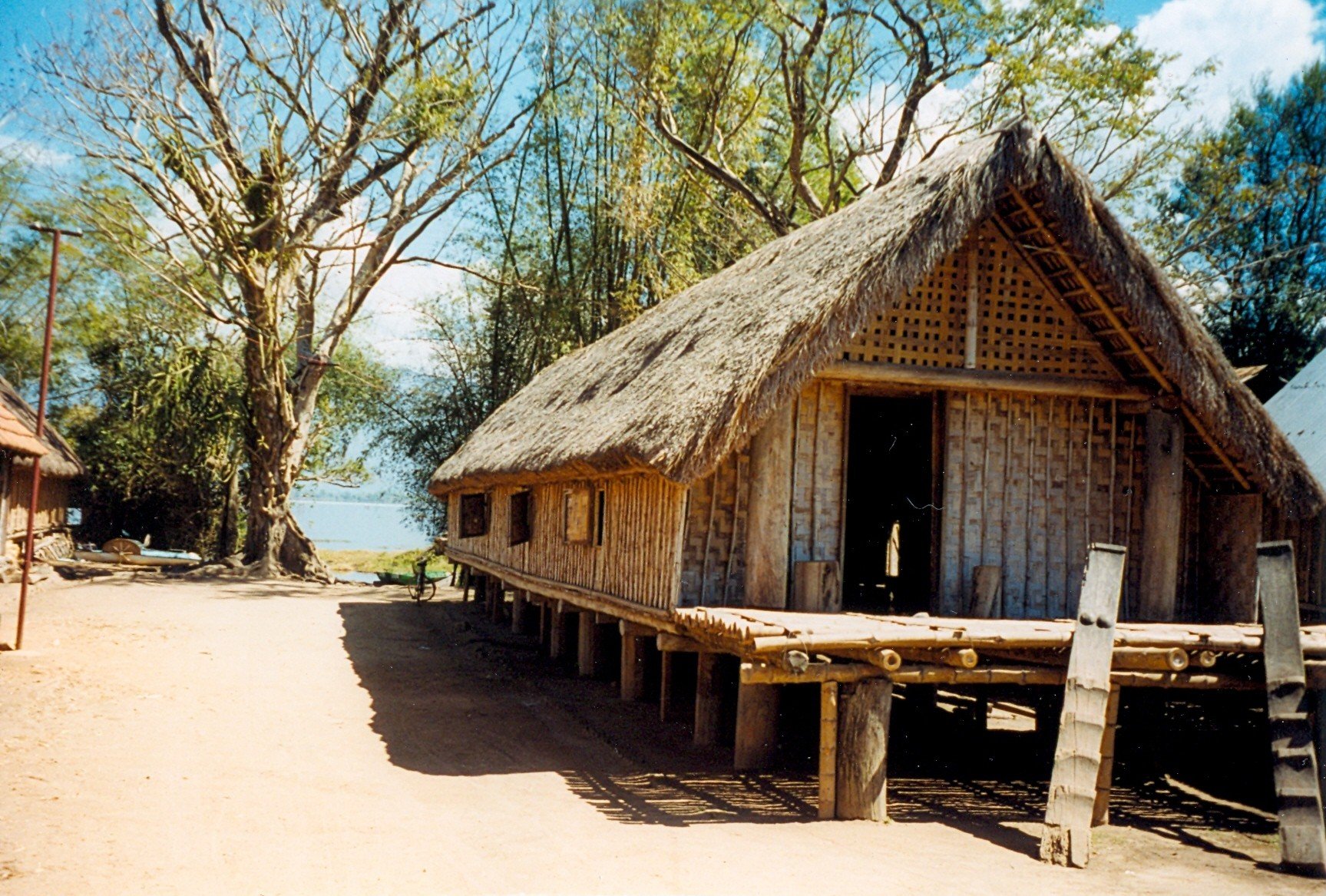
Maison longue Mnong au Viêt Nam.

Au Népal, le peuple Tharu est une ethnie indigène résidant dans l'ouest du  Terraï. La plupart d'entre eux vivent dans des maisons longues appelése « badaghar » avec de grandes familles rassemblant de nombreuses générations, parfois jusqu’à 50 personnes. Tous les membres du ménage mettent en commun leur force de travail,  leurs revenus, partagent leurs dépenses et utilisent une seule cuisine. 
Traditionnellement, leurs maisons sont construites entièrement en utilisant des matériaux naturels comme les  roseaux pour les murs et la chaume pour la toiture.
- au Viêt Nam, les maisons des Mnong et des Rhades

Les Mnong et les Rhade du Vietnam ont également une tradition de maisons longues (dài de Nhà) qui peuvent atteindre 40 mètres de long. Leurs pilotis sont plus courts que ceux des maisons longues de la jungle de Bornéo, et leur entrée est constituée par une véranda sur le côté court.
- la maison batak en Indonésie

## En Europe

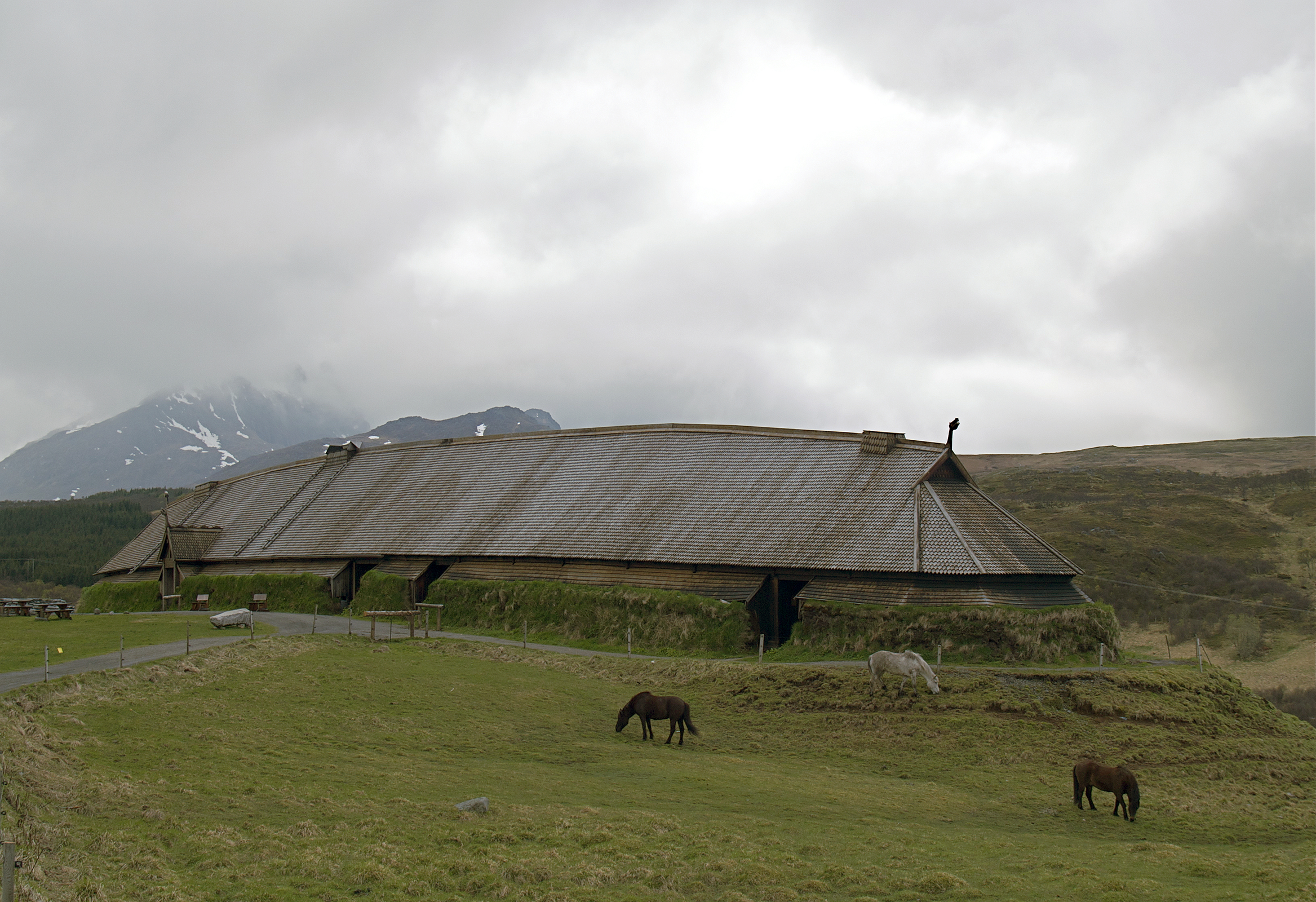
Reconstruction de la maison longue d'un chef Viking au Lofotr Vikingmuseum, sur les îles Lofoten en Norvège.

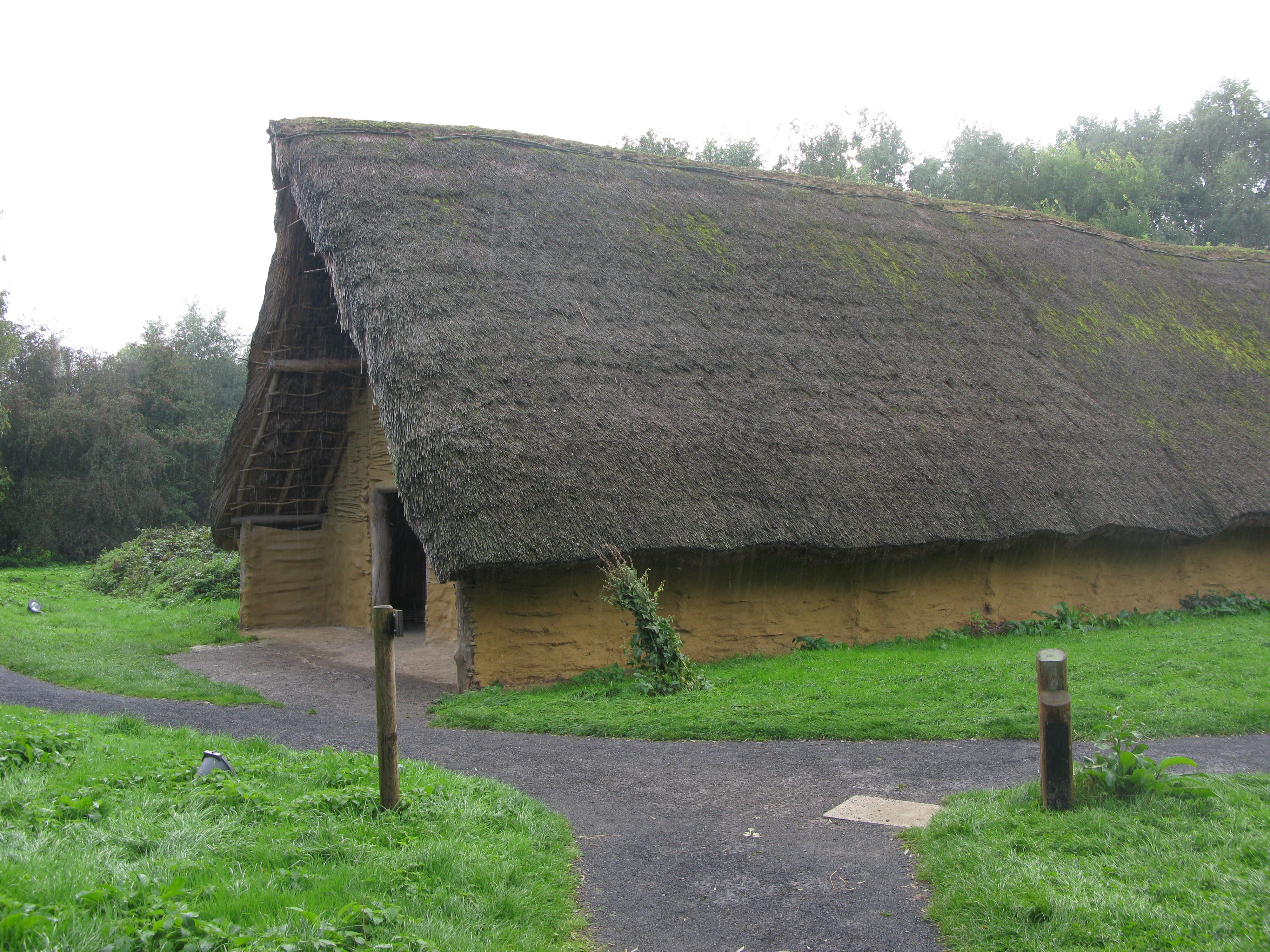
Maison longue néolithique, Parc archéologique Asnapio

Il y a deux types de maisons longues en Europe qui n'existent plus maintenant :
- La maison longue néolithique des premiers agriculteurs d'Europe centrale et occidentale vers 5000-7000 av. J.-C.
- Les maisons longues germaniques des éleveurs de bétail qui sont apparues le long de la côte sud-ouest de la mer du Nord au IIIe ou au IVe siècle et qui pourraient être les ancêtres de plusieurs types de maisons médiévales telles que les « langhus » scandinaves et les versions anglaises[4], galloises et écossaises des maisons longues ainsi que  des « Fachhallenhaus » allemandes et néerlandaises.

Parmi les types de maisons longues médiévales d'Europe qui ont survécu se trouvent notamment :
- Les variantes des maisons longues du Dartmoor de l'Angleterre occidentale (c.-à-d. brittoniques) dans le Devon, les Cornouailles[5] et le Pays de Galles où on les connaît sous le nom de « Ty Hir »[6]. Elles sont situées le long d'une pente, une seule porte permet aux hommes et aux animaux de rentrer et de trouver refuge sous le même toit.
- Le type de l'Angleterre du Nord-ouest en Cumbria.
- Les maisons longues d'Écosse, les Black houses ou dubha taighean[7].
- La longère du nord-ouest et du centre de la France[8] et la maison longue de la Basse-Bretagne, de la Normandie, de la Mayenne et de l'Anjou (mais aussi du Cantal, de la Lozère et des Pyrénées ariégeoises) sont très semblables à la maison longue de l'Angleterre occidentale avec cohabitation de l'homme avec le bétail.
- La  maison longue des vieux frisons qui a évolué en ferme frisonne et qui a integré une grange moderne, ce qui est typique pour des Gulfhaus qui se sont répandues le long de la côte de la Mer du Nord à l'est et au nord.
- La « Langhus/Långhus » scandinave ou viking.